# Werner Branz
Werner Branz (* 29. April 1955 in Lustenau) ist ein österreichischer Kunstfotograf. Nach dem Studium mit „Master Degree“ Abschluss arbeitet er in den USA, Europa, Fern- und Nahost, fotografierte Kampagnen u. a. für Yves Saint Laurent. Es folgten zahlreiche Ausstellungen im In- und Ausland, New York, Abu Dhabi, Dubai, Singapur, Sydney, Wien und Arles. Eines seiner Werke ist im Besitz der Sammlung Ludwig und ist als Leihgabe im Russischen Museum.
Branz wurde 1989 mit dem European Colorart Gold Master ausgezeichnet. Er erhielt dreimal den Kodak Gold Award, gewann 1998 die Hasselblad Open, sowie dreimal den Spider Award Photographer of the Year und den Masterscup Los Angeles Photographer of the Year 2008. Heute lebt und arbeitet Branz in Dornbirn, Österreich und Ibiza, Spanien.

## Leben und Karriere

### Ausbildung
Branz erlernte die Fotografie im Fotostudio seines Vaters, der in Österreich ein angesehener Landschaftsfotograf war. Nach der Meisterprüfung führte ihn sein Weg im Jahr 1978 nach Bad Ischl zu Österreichs renommiertesten Porträtfotografen Hugo Hofer, der auf die Arbeiten des jungen Branz aufmerksam geworden ist. Von dort zog es ihn nach Los Angeles, wo er bei Monte Zucker jobbte.

### Fotografie
Nach seiner Rückkehr in die Heimat eröffnete er ein Fotostudio, in dem er kommerziell (Kinderfotos, Hochzeiten, Taufen, Porträts) aber auch schon künstlerisch fotografierte. Bald zog es ihn weiter, hinaus in die Welt, sie entlockte ihm das Talent Lebensweisheiten in seine Bilder zu bringen, er lernte im Tun, im Experiment und erfand seinen unverwechselbaren Stil, inspiriert von der unbändigen Sucht nach Ästhetik, das macht ihn zur Ausnahmeerscheinung. Grenzenlos arbeitet Branz in den USA, Europa, Fern-/Nahost und Australien.

### Branz als freischaffender Künstler
Branz ist in seiner Arbeit außerordentlich vielseitig, von Akt über Landschaften, Stillleben bis zur Architektur. Seine Bilder entstehen in seiner Vorstellung und sind bereits fertig, bevor er den Auslöser drückt. Die alte Schule der Fotografie kommt ihm auch in der digitalen Welt zugute, fundiertes Wissen um Licht und Drucktechniken verleihen seinen Fotografien eine besondere Tiefe.
In den 1990er Jahren war er regelmäßig in Arles zu Besuch, wo er im Café Van Gogh direkt neben Peter Lindbergh, Helmut Newton und Richard Avedon ausstellte. Abseits der Ausstellung hielt er hier auch viel beachtete Seminare.
Werner Branz produziert und provoziert. Seine Arbeiten sind internationale Botschafter seiner Welt: Köln, Dubai, Abu Dabi, Arles, Wien, Singapur, Ibiza, Paris, Las Vegas, Norwegen, Dubai, New York, Miami, Sydney, San Francisco, aber auch in seiner Heimat in Rankweil, Bregenz, Feldkirch, Lindau und Vaduz.
Seine Werke finden sich mittlerweile unter anderem im Russischen Museum in St. Petersburg, im Museum of Contemporary Art Sydney, im Museum Angerlehner.
Von Mitte bis Ende der 1990er gab Branz Masterclass-Kurse an Berufskollegen in Norwegen, Dänemark, Deutschland, USA und Frankreich.

### Mode und Design
Werner Branz Arbeiten wurden unter anderem in den Magazinen Vogue Paris, Rolling Stone und Photographie publiziert. Er fotografierte Kampagnen u. a. für Yves Saint Laurent, Versace, Dolce & Gabbana, Miss Sixty, DKNY uva.
Lenny Kravitz, Sting, Elton John, Rod Stewart, Pino Sagliocco, Sheikh Faisal bin Khalid Al Quasimi ließen sich von Branz porträtieren.

## Techniken
Branz verwendet Edeldruckverfahren wie Bromöldruck, vorwiegend bei Akten, was die obskure malerische Charakterisierung verleiht. In seinen früheren Schaffensperioden fotografiert er auf Polaroid in Großformaten und setzte diese mit Positiv-Transfer und Negativ-Transfer um. Das Spiel mit den ursprünglichen Verfahren begeistert ihn bis heute und ist Teil seiner Arbeit geblieben. Er liebt das Wandelbare, den Dualismus und die Divergenz, das ist die Raffinesse, in seinen Köperstudien, Porträts, Blumen- und Landschaftsbildern, gedruckt auf Leinwand, Foto- und Büttenpapier.

## Auszeichnungen (Auszug)
- International color awards - 10th awards: Kategorie Nude: 2nd Place, Merit of Excellence, Beverley Hills 2017[2]
- International color awards - 10th awards: Kategorie Porträt: 3rd Place, Honor of Distinction, Beverley Hills 2017[3]
- International color awards - 7th awards: Kategorie Nude: 2nd Place, Merit of Excellence, Beverley Hills 2014[4]
- International color awards - 7th awards: Kategorie Nature: Honorable Mention, Beverley Hills 2014[5]
- International color awards - 7th awards: Kategorie Fashion: Honorable Mention (2×), Beverley Hills 2014[6]
- The spider awards - 6th gallery: Kategorie Porträt: 1st Place, Outstanding Achievement, Beverley Hills 2011[7]
- International color awards - 4th awards: Kategorie Nude: Honorable Mention, Beverley Hills 2011[8]
- International color awards - 3rd awards: Photographer of the year:  1st Place, Outstanding Achievement, Beverley Hills 2010[9]
- International color awards - 3rd awards: Kategorie Nude:  1st Place, Outstanding Achievement, Beverley Hills 2010[10]
- International color awards - 3rd awards: Kategorie Nude:  3rd Place, Honor of Distinction, Beverley Hills 2010[11]
- International color awards: Kategorie Nude: 1st Place, Outstanding Achievement, Beverley Hills 2010[12]
- The spider awards - 5th gallery: Photographer of the year: 2nd Place, Merit of Excellence, Beverley Hills 2010[13]
- The spider awards - 5th gallery: Kategorie Nature: 1st Place, Outstanding Achievement, Beverley Hills 2010[14]
- The spider awards - 4th gallery: Kategorie still life: Honorable Mention, Beverley Hills 2009[15]
- Kodak Gold Award, Los Angeles, 2009
- Kodak Gold Award, Los Angeles, 2006
- Kodak Gold Award, Los Angeles, 2005
- European Colorart Gold Master, 2004
- Hasselblad Open, Hasselblad FORUM, Göteborg, 1998

## Ausstellungen (Auszug)

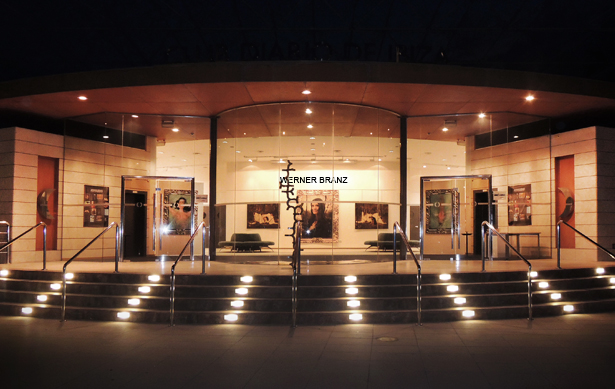
Werner Branz bei Diario, 2013

- 2017: artSalzburg, Österreich; SCOPE Basel, Schweiz; Würth Museum, Rorschach, Schweiz; P/Art Gallery, Ibiza, Spanien;
- 2014: Visions of the Ludwig Collection, Gruppenausstellung, Sao Paulo, Rio de Janeiro, Belo Horizonte, Brasilien;
- 2013: B12 Gallery, Ibiza, Spanien; Club Diario de Ibiza, Spanien; Postgaragen, München, Deutschland; art Karlsruhe, Karlsruhe, Deutschland
- 2012: art Karlsruhe, Karlsruhe, Deutschland; Sybille Mang Gallery, Lindau, Deutschland; HORIZONTE fotofestival, Zingst, Deutschland
- 2011: Sybille Mang Gallery, Lindau, Deutschland
- 2009: SES SALINAS, Ibiza, Spanien
- 2003: Javits Center, New York, USA
- 2002: Cultural Foundation, Abu Dhabi, U.A.E.
- 2001: Rencontres d’Arles Café Van Gogh, Arles, Südfrankreich; Erotica Vienna, Österreich;
- 2000: Rencontres d’Arles, Arles, Südfrankreich
- 1999: Rencontres d’Arles, Arles, Südfrankreich
- 1997: Rencontres d’Arles, Arles, Südfrankreich;
- 1996: Lillehammer, Norwegen; Can Blau, Ibiza, Spanien; Rencontres d’Arles, Arles, Südfrankreich
- 1995: Rencontres d’Arles, Arles, Südfrankreich; Gallery Es Moli, Ibiza, Spanien
- 1994: Moulin Rouge Paris, Frankreich;
- 1993: World Trade Center, Sharjah, U.A.E.
- 1991: Sharjah, Dubai, U.A.E.; Arles, Südfrankreich
- 1990: Photokina, Köln, Deutschland
- 1989: Sharjah, Dubai, U.A.E.
- 1988: Photokina, Köln, Deutschland
- 1987: Dubai, U.A.E.
- 1985: Photokina, Köln, Deutschland; Sharjah, U.A.E.; community-exhibition of CAP-Europa, Paris;
- 1984: Photokina, Köln, Deutschland

## Buch
- Werner Branz: Obsession. 1. Auflage. Verlag der Autorengemeinschaft WWB, 2007, ISBN 978-3-200-00860-1.

### Zeitschriften
- In: International Color Awards Journal: Collection No.7, Beverly Hills, 2017[16]
- In: der photograph: Verlag für photographische Literatur A. Barylli, Ausgabe 06 2014, Wien 2014[17]
- In: International Color Awards Journal: Collection No.3 , Beverly Hills, 2014[18][19][20][21][22]
- In: der photograph: Verlag für photographische Literatur A. Barylli, Wien 2012[23]
- In: der photograph: Verlag für photographische Literatur A. Barylli, Wien 2011[24]
- In: Black & White Spider Awards Journal: Ausgabe 1, Beverly Hills, 2011[25][26][27][28][29][30][31][32][33]

### Bücher
- In: Verknüpfungen: Chaos und Ordnung inspirieren künstlerische Fotografie und Literatur, Springer Basel AG, 1992
- In: Zeit-Zeugen Fotografie in Österreich seit 1945[34][35]